# کودتای نافرجام در ونزوئلا (۲۰۰۲)

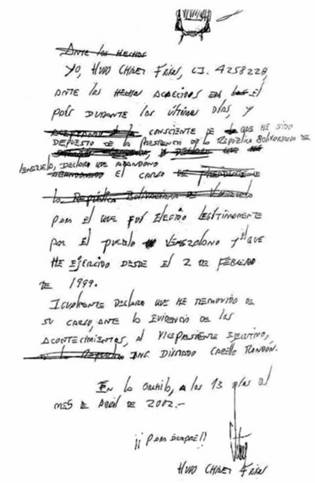
سندی از کودتای نافرجام در ونزوئلا (۲۰۰۲)

پس از آنکه هوگو چاوز در انتخابات ریاست جمهوری سال ۲۰۰۰ به پیروزی رسید تلاش نافرجامی برای کودتا علیه وی در سال ۲۰۰۲ طراحی شد. این کودتای نافرجام منجر به خلع او به مدت ۴۸ ساعت شد اما با حمایت عمومی مردم موفق به شکست دادن کودتا گران شد.
تاجر ونزوئلایی پدرو کارمونا در جریان این کودتا ادعای ریاست جمهوری کرده و به این عنوان سوگند خورد. دولت ایالات متحده آمریکا قدرت کارمونا را به رسمیت شناخته بود.